# Arhopala zilana
Arhopala zilana är en fjärilsart som beskrevs av Hans Fruhstorfer 1900. Arhopala zilana ingår i släktet Arhopala och familjen juvelvingar. Inga underarter finns listade i Catalogue of Life.